# نادي دندي
نادي دندي (بالإنجليزية: Dundee F.C.)‏ هو فريق كرة قدم من مدينة دندي في اسكتلندا، أُسس بتاريخ 1893، يلعب في الدوري الاسكتلندي الممتاز، في Dens Park ‏، يدرب النادي John Brown (footballer, born 1962) ‏.

## وصلات خارجية
- صفحة بيانات نادي دندي على موقع كووورة، تاريخ الوصول: 22 سبتمبر 2018.
- الموقع الرسمي